# Dufwaterval
De Dufwaterval, gelegen in de buurt van het plaatsje Rostuša, ligt in het Mavrovo National Park in het westen van Noord-Macedonië. De waterval is gelegen nabij het klooster St. Jovan Brgovski.